# Each One Teach One (association)
Each One Teach One (EOTO) e. V. (EOTO en abrégé) est une association éducative qui milite pour l'autonomisation et les intérêts des Noirs et des membres de la diaspora africaine en Allemagne et en Europe. Le siège se situe à Berlin,.

## Histoire
L'association a été fondée en 2012 en tant que bibliothèque avec 2000 livres de littérature afro-américaine. La première archive a été créée à partir d'un inventaire créé par l'activiste afro-allemande Vera Heyer. Ces archives contenaient des articles de revues, des livres de non-fiction, des articles universitaires, des biographies et des romans. Elle a été ouverte au public le 21 mars 2014 en tant que bibliothèque dans le quartier de Berlin-Wedding dans la capitale allemande.
Des personnalités telles que May Ayim ont inspiré les fondateurs de l'association, de par leur engagement pour la diffusion de l'histoire de afro-allemands.  Le projet est financé par le programme de financement Demokratie Leben du Ministère fédéral de la Famille, des Personnes âgées, de la Femme et de la Jeunesse.
L'intention derrière l'existence et l'orientation culturelle de l'association est « [la création d'un lieu] pour la formation commune de connaissances et l'échange d'expériences [...], par lequel la perspective des Noirs est renforcée, mise en évidence et portée dans la société majoritaire ». La prise de conscience dans le catalogue de connaissances des dangers qui affectent spécifiquement les Noirs dans la vie et quotidienne, ainsi que les connaissances et l'expérience pour y faire face, devraient être rendues disponibles sous la forme d'événements, de travail de jeunesse, de l'école de la diaspora noire et de la bibliothèque.

## Récompenses
- 2014 : Concours jeunesse de l'Agence fédérale de lutte contre la discrimination pour la Black Diaspora School

## Voir également
- Diaspora africaine

## Liens Externes
- Site officiel